# Berdel
Berdel (türkisch „Mädchentausch“) bezeichnet eine Heiratsregel, bei der zwischen zwei Familien über Kreuz geheiratet wird (Doppelhochzeit). Als „gleichzeitige und wechselseitige Verheiratung eines Sohnes und einer Tochter einer Familie mit dem Sohn und der Tochter einer anderen Familie“ wird der Brauch im offiziellen Wörterbuch des Instituts für die türkische Sprache (Türk Dil Kurumu) erklärt.
Berdel findet sich in den kurdischen Gebieten im Osten und Südosten der Türkei, wo 1926 etwa 5 % der Ehen Ergebnis dieses Frauentausches waren. In der Region Diyarbakır beträgt der Anteil der Berdel-Ehen in einigen Dörfern 16 %. Im gesamten Südosten liegt der Anteil heute bei 4 %. Die Bekämpfung dieser Sitte ist offizielle Regierungspolitik der Türkei.
Hintergrund dieser Doppelhochzeit sind oft wirtschaftliche Probleme. Die Notwendigkeit eines Brautpreises (başlık) entfällt. Gleichzeitig werden die Bindungen zwischen zwei Familien gestärkt. Beiden Familien geht keine Arbeitskraft verloren, gleichzeitig werden Hochzeitskosten eingespart. Begünstigt wird die Tradition durch die patriarchale Familienstruktur und die feudalen Besitz- und Stammesstrukturen. Der Brauch gilt als Hinweis für Rückständigkeit und mangelnde Bildung und wird im Zusammenhang mit Zwangsheirat genannt.
Berdel ist auch der türkische Originaltitel des Spielfilms Die zweite Frau von Atıf Yılmaz aus dem Jahr 1990.